# Johann Georg Leydel

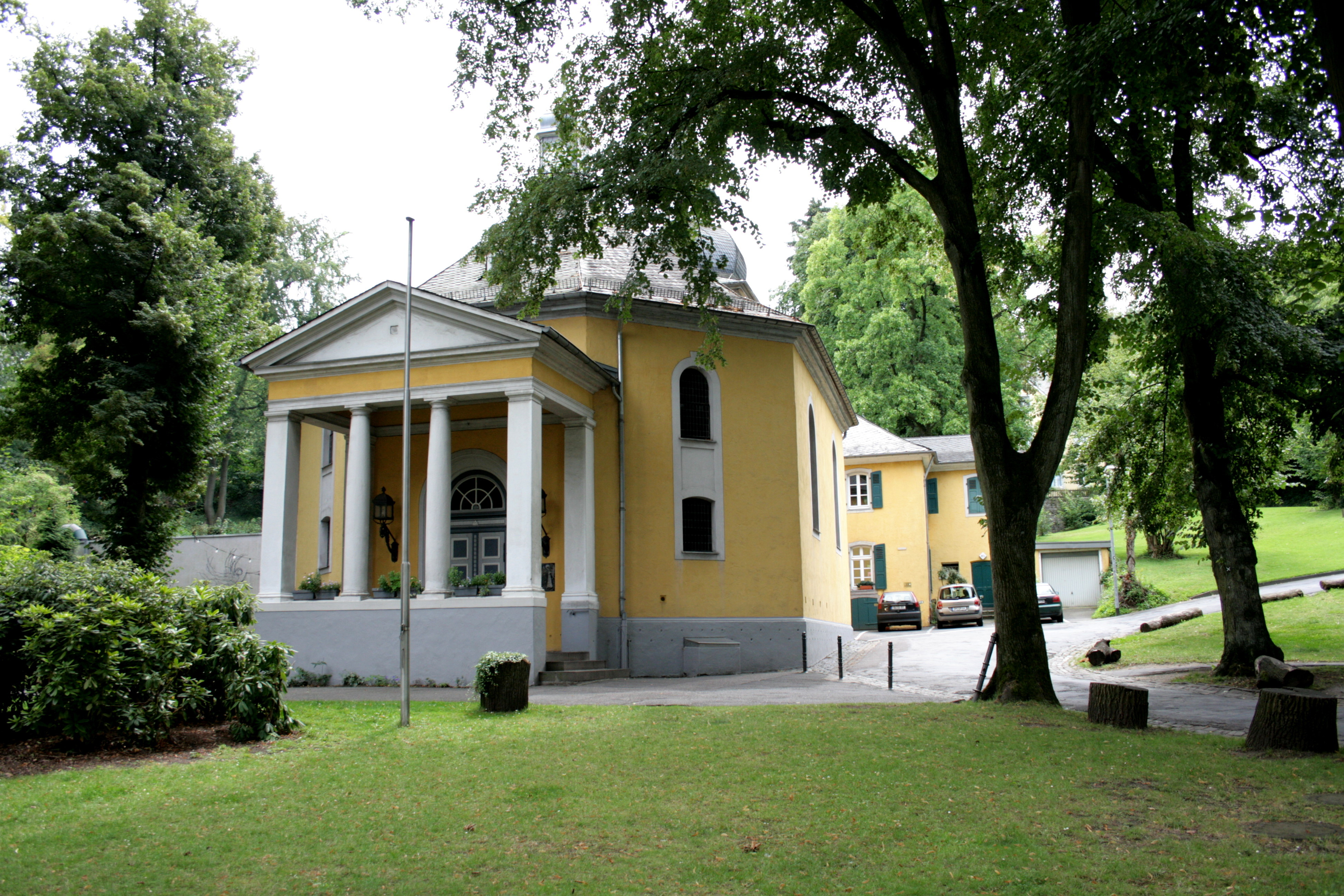
Gnadenkirche in Bergisch Gladbach (1776)

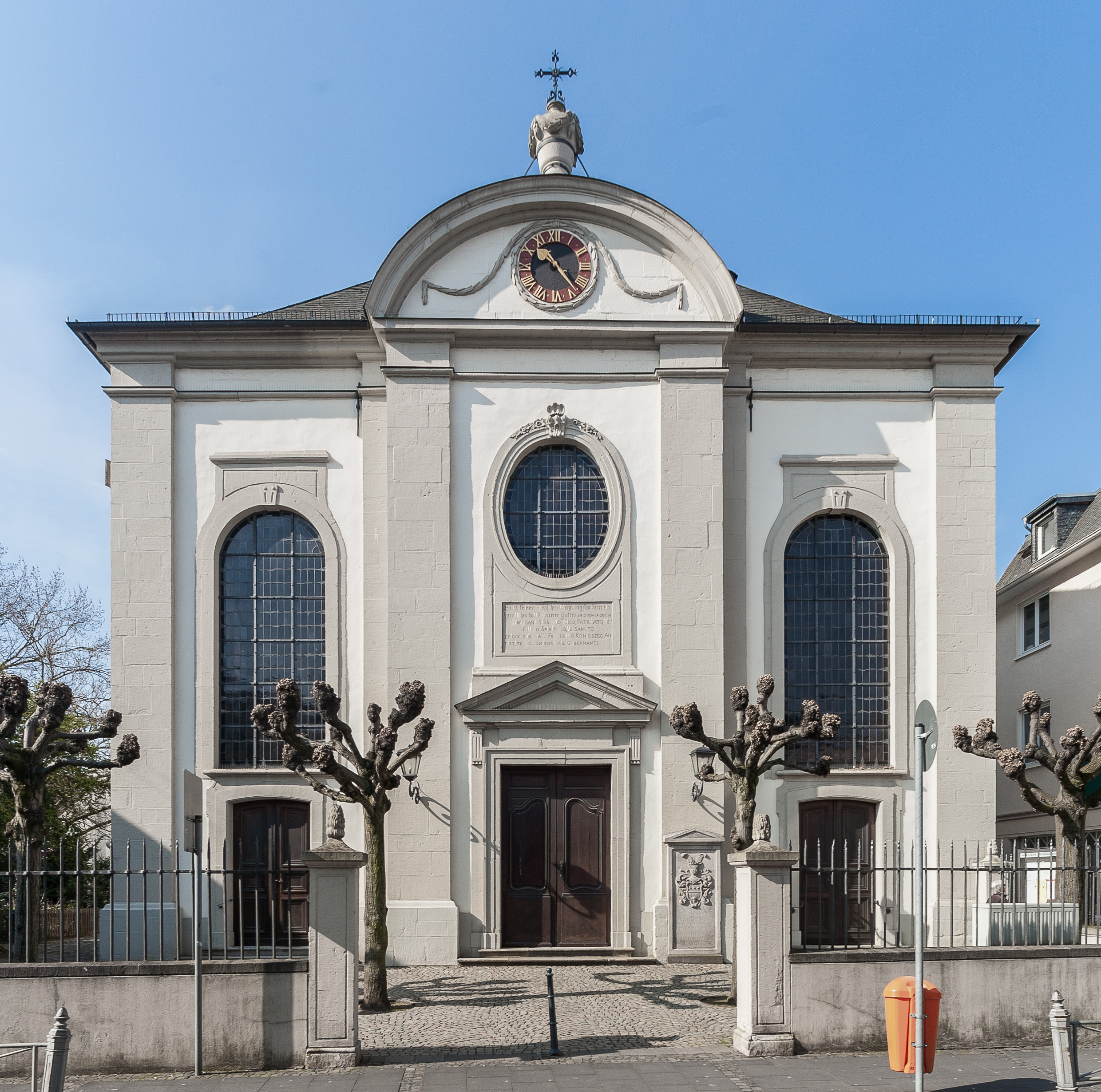
St. Remigius in Königswinter (1779–1780)

Johann Georg Leydel (* 25. Oktober 1721 in Allersberg; † 26. Mai 1785 in Mülheim am Rhein) war ein deutscher Baumeister des Rokoko.

## Leben
Johann Georg Leydel wurde auf dem ehemaligen Kleehof in der früheren Gemeinde Brunnau als Sohn des Maurermeisters Martin Leydel und dessen Ehefrau Anna (geb. Ginget) geboren und in Allersberg getauft. Auf Empfehlung des fürstbischöflichen Baumeisters in Eichstätt, Gabriel de Gabrieli, der in Allersberg tätig war und bei dem auch Martin Leydel unter Vertrag stand, ist wohl der Kontakt zu dem Deutschordensbaumeister Franz Joseph Roth hergestellt worden, bei dem J. G. Leydel nach seiner Schulzeit in Allersleben von 1734 bis 1736 eine Ausbildung als Maurer und Bildhauer absolvieren durfte. 1737 bis 1739 war er als Wandergeselle bei den Baumeistern Leopoldo Retti und Johann David Steingruber tätig, wo er seine bisher eher handwerklich-technisch geprägten Kenntnisse in künstlerisch-stilistischer Hinsicht erweitern konnte. Nach 1739 vertiefte er seine Kenntnisse, um die Fertigung von Bauentwürfen bei Johann Conrad Schlaun. Auf dessen Empfehlung war er ab 1742 als Mitarbeiter von Balthasar Neumann zu lokalisieren, unter dem er sich als „Dessinateure“ (Designer) zu profilieren wusste. Anfang der 1740er Jahre kam er im Gefolge Neumanns an den Kurkölnischen Hof in Bonn.
Am 29. September 1746 heiratete er die aus Poppelsdorf stammende Elisabeth Schröder, mit der er insgesamt neun Kinder hatte. Da seine Frau aus einer angesehenen Familie stammte, waren vorhandene Kontakte bzw. Beziehungen sowohl zur Beamtenschaft als auch zu den Handwerkern für seine schon früh einsetzende freiberufliche Tätigkeit als Architekt von unschätzbarem Wert gewesen. Als Ausgangsbasis für sein architektonisches Werk dürfen zunächst seine Bauten betrachtet werden, die er für den Freiherrn August Wilhelm von Wolff-Metternich realisieren konnte, dem als damaliger Bauintendant das gesamte kurkölnische Bauwesen unterstand. Aber auch dem übrigen Adel und dem wohlhabenden Bürgertum konnte er durch geeignete Entwürfe sein Talent für repräsentative Gebäude verdeutlichen. Ab Anfang der 1750er Jahre war er auch auf dem Gebiet des Herzogtums Berg aktiv.
Um 1764/65 war er – durch den sog. Siebenjährigen Krieg und der dadurch allgemein schlechten Lage geschuldet – genötigt, auch im Straßenbau entsprechende Aufträge anzunehmen. Ab 1765 konnte er in der wieder florierenden Industrie- und Handelsstadt Mülheim/Rhein Fuß fassen und bis in die 1780er Jahre künstlerisch anspruchsvolle Bauwerke sowohl privater als auch kommunaler Art realisieren. Diese Erfolge brachten ihm deshalb auch sehr schnell das Amt des Stadtbaumeisters von Mülheim ein. Trotz dieses Amtes blieb er mit seiner Familie und seiner Werkstatt bis 1774 in Poppelsdorf ansässig und übernahm dort sogar das Amt des „Bauermeisters“, was mit Baumeister gleichzusetzen ist.
Der Tod seines zweiten Sohnes Michael, der mittlerweile in Krefeld als Architekt tätig geworden war, muss wohl als ein schwerer Schicksalsschlag betrachtet werden. Weitere Anforderungen, wie zum Beispiel das Unterfangen, die durch die Flutkatastrophe vom 27./28. Februar 1784 zerstörten Stadtteile von Mülheim durch entsprechende Neuplanungen wieder zu reaktivieren, fesselten ihn wochenlang ans Krankenlager. Ein Versuch, zusammen mit seinem erst 16-jährigen Sohn Georg Peter wieder tätig zu werden, misslang.
Am 26. Mai 1785 verstarb Johann Georg Leydel im Alter von 64 Jahren. Sein ältester Sohn Martin Leydel, der bereits 1773 nach Ahrweiler gezogen war und 1782 das Atelier von Michael in Krefeld übernommen hatte, beerbte ihn.

## Bauten (Auswahl)
Eine dokumentarisch belegte Urheberschaft lässt sich nur für die ev. Pfarrkirche in Bergisch Gladbach nachweisen. Die übrigen aufgelisteten Bauwerke können in Ermangelung archivalischer Belegstücke nur durch stilistische Vergleiche bzw. durch die Reflexion der Lebensdaten und den Kontakten zur jeweiligen Bauherrschaft – mit einem hohen Grad an Wahrscheinlichkeit – J. G. Leydel zugeschrieben werden. Die nachfolgende Auflistung behandelt lediglich die sakralen und profanen Hochbauten. Auf die Darstellung der von Leydel entworfenen Altäre, Dekorationen, Ausstattungsgegenstände und sonstigen Objekte wurde verzichtet.

### Sakrale Bauten
- Hersel bei Bonn, ehem. kath. Pfarrkirche (heute Ägidiussaal) (1744–1747), siehe: Liste der Baudenkmäler in Bornheim (Rheinland)
- Villip bei Bad Godesberg, Turm der kath. Kirche St. Simon und Judas (1746).[4] Vermutlich lieferte Leydel nur die Entwürfe für den Turm bzw. die Eingangstüre.
- Pingsdorf bei Brühl, Kath. Pfarrkirche St. Pantaleon (1746).[5] Die Ausführung lag in den Händen des  Maurermeister Gerhard Cadusch.
- Endenich, ehem. kath. Pfarrkirche St. Maria Magdalena (1747–1748).[6] 1897 abgebrochen und durch einen neugotischen Bau ersetzt.
- Gymnich, Kath. Pfarrkirche St. Kunibert (1759–1762)
- Rosbach (Windeck), Ev. Pfarrkirche (1763–1767).[7] Die architektonische Konzeption lässt sich auf Leydel zurückführen. Die Ausführungsplanung und Realisierung lag in den Händen des Maurermeisters Wirths aus Altenkirchen. Als Zimmerermeister lassen sich Heinrich Fischer und Peter Brett nachweisen.
- Eckenhagen, Barockkirche Eckenhagen (1764–1766). Die architektonische Konzeption lässt sich auf Leydel zurückführen. Die Umsetzung einschließlich der Werkplanung lag dann offensichtlich in den Händen eines anderen Baumeisters.
- Essen-Steele, Fürstin-Franziska-Christine-Stiftung (1764–1770). Die Bauleitung lag bis 1766 in den Händen des jülisch-bergischen Hofbaumeisters Ignatius Kees. Danach war es wohl Leydel, der das Projekt vergrößerte und als bauleitender Architekt zur Verfügung stand. Die Realisierung des Bauvorhabens lag in den Händen des Düsseldorfer Bauunternehmers Joseph Judas.
- Sechtem, Nikolauskapelle (1771). Als örtliche Bauleiter fungierten der Brühler Maurer Jakob Hackspiel und der aus Bonn stammende Zimmerer Laurentius Gareis.
- Bergisch Gladbach, Ev. Pfarrkirche (1776–1777). Der Turm wurde 1787 durch Andreas Weltersbach errichtet. Eine 1899 durchgeführte Neufassung in Form einer Verlängerung des oktogonalen Gemeindesaals als auch die Bereicherung des Eingangsbereiches durch einen Säulenportikus geht auf den Berliner Architekten Otto March zurück.
- Königswinter, Kath. Pfarrkirche St. Remigius (1779–1780)

### Profane Bauten
- Poppelsdorf, Wachthäuser vor Schloß Clemensruhe (um 1747)
- Bonn, Kurfürstliches Marstallgebäude auf der Sterntorbastion (1748–1749), Anfang des 20. Jh. abgerissen
- Liedberg, Haus Raedt (um 1750)[8]
- Bonn, Michaelstor (heute: Koblenzer Tor) mit Hoftheater (1751–1755). Der ausgeführte Torbau weicht vom Stilempfinden der bisher vermuteten Baumeister Michael Leveilly bzw. Johann Heinrich Roth ab und spricht eher für die Umsetzung des Torbau-Entwurfes von Leydel.
- Hersel, Haus Rheinuferweg 21 (1752)
- Köln, von Geyr’sches Palais, Breite Straße 92 (1753–1754). Das Gebäude wurde – wohl nach den Plänen Leydels – durch den Kölner Steinmetzmeister Nikolaus Krakamp ausgeführt. Der Abbruch erfolgte im Jahre 1911.
- Schloss Wahn (um 1753/54–1757). Beträchtliche Schäden durch den Zweiten Weltkrieg konnten im Sinne der Denkmalpflege wieder behoben werden.
- Rheinbach, Burg Müttinghoven (um 1754)[9]
- Köln, Haus Gereonstraße 12 (1758), im Zweiten Weltkrieg zerstört
- Paffrath, Haus Blegge (1758–1762)
- Schloss Türnich (1758–1763). Die stilistischen Merkmale an diesem Bauwerk sprechen für einen Entwurf Leydels. Eine Konzeption durch Ignatius Kees bzw. Michael Leveilly scheint daher ausgeschlossen.
- Köln-Mülheim, Haus Krahnenburg, Krahnenstraße 8 (um 1758)[10]
- Dersdorf bei Bonn, ehem. Lindenhof (um 1760)[11]
- Ehem. Kloster Marienthal/Ahr, sog. Äbtissinnenhaus (1762)
- Köln-Mülheim, Wallstraße, ehem. Samt- und Seidenfabrik des Christoph Andreae (1765–1766), in der zweiten Hälfte des 20. Jh. abgebrochen
- Köln-Mülheim, Wallstraße, Haus Hack (1767), im 19. Jh. abgebrochen
- Schloss Miel bei Rheinbach (1768–1770)
- Sechtem, Umbau der sog. „Grauen Burg“ (1768–1775)
- Bergheim/Erft, ehem. Haus Frentz (1769). Obwohl der Bau im Zweiten Weltkrieg stark beschädigt wurde und danach Veränderungen erfahren hat, lässt sich die Tätigkeit Leydels noch nachvollziehen.
- Solingen-Ohligs, Schloss Hackhausen (1772). Das Bauwerk brannte 1887 ab, wurde jedoch im Jahr 1907 durch den Architekten Paul Schultze-Naumburg in annähernd originaler Formensprache wieder aufgebaut.
- Ahrweiler, Kath. Pfarrhaus (1773–1774). Bei den Holzarbeiten war nachweislich ein Zimmermeister J. Heuser beteiligt.
- Köln-Mülheim, Leydel’sches Anwesen „An der Steinpforte“ (1773–1776), in späterer Zeit überformt.
- Köln-Mülheim, Umbau des Hauses „Auf der Bach“ (nach 1773)
- Leverkusen, Schloß Morsbroich (1774–1775)
- Ahrweiler, Ehem. Stadtwache (1774–1775). Evtl. geht die Konzeption auf eine Kooperation zwischen Johann Georg Leydel und seinen Vater Martin Leydel zurück.
- Köln-Mülheim, Haus Freiheit 119 (um 1775)[12]
- Niederzündorf, ehem. Haus Boullé (1776). Trotz eines wohl 1882 erfolgten Umbaus lässt sich die architektonische Handschrift Leydels noch rekonstruieren. Im Zweiten Weltkrieg stark beschädigt, wurde das Gebäude in einer modernen Formensprache neu errichtet.
- Köln-Mülheim, Haus Wallstraße 56 (um 1776)[13]. Das Gebäude wurde im Zweiten Weltkrieg zerstört und in vereinfachter Formensprache wieder aufgebaut.
- Köln-Mülheim, Andreae’sche Färberei, Wallstraße 30–34 (um 1776)
- Köln-Mülheim, Haus Wallstraße 100 (um 1776)[14]. Das Gebäude wurde im Zweiten Weltkrieg beschädigt und deshalb in den 1950er Jahren abgebrochen.
- Köln-Mülheim, Haus Freiheit 59 (um 1780), im Zweiten Weltkrieg zerstört.
- Köln, Haus Sternengasse 95 (um 1780)[15]. Das Gebäude wurde 1935 abgerissen.
- Wesseling, Haus Ruttmann, Kölner Straße 6 (um 1780)[16]. Das Gebäude hat im frühen 19. Jh. durch ein Torhaus eine Erweiterung erfahren. Trotzdem lässt sich der formale Einfluss Leydels feststellen.
- Köln-Mülheim, Haus Freiheit 40 (um 1780)[17]. Das Gebäude wurde im Zweiten Weltkrieg beschädigt und deshalb in den Nachkriegsjahren abgebrochen.
- Köln, Schloss Stammheim (um 1780). Das Schloss wurde im Zweiten Weltkrieg beschädigt und deshalb in den Nachkriegsjahren abgebrochen.
- Solingen, Haus Kölner Straße 23 (nach 1780). Das Gebäude wurde durch Kriegseinwirkungen 1944 zerstört.
- Köln-Mülheim, sog. „Elberfelder Bau“ auf dem ehem. Kohlplatz (1784–1785), der Bau wurde 1928 abgebrochen[18]

### Torbauten und Gartenhäuser
- Ehem. Abtei Altenberg, Torbau (um 1750). Der Entwurf lässt sich auf Leydel zurückführen, die Ausführung lag nachweislich in den Händen des Brühler Maurermeister Gerhard Cadusch.
- Ehem. Kloster Heisterbach, Torhaus (1750)[19]
- Hersel, Gartenhaus Rheinuferweg (um 1752)
- Köln-Mülheim, Gartenhaus des Hauses Freiheit 40 (um 1773). Im Zweiten Weltkrieg abgebrannt und später abgerissen[20]